# Ksar Tadoula
Ksar Tadoula (en arabe : قصر تادولة) est un village fortifié dans la province de Ouarzazate, région de Draa-Tafilalet au sud-est du Maroc .